# Hans Bach (Bildhauer)
Hans Bach (* 2. Mai 1946 in Wetzikon; † 28. Mai 2019 in Stammheim) war ein Schweizer Bildhauer und Bildender Künstler.

## Leben und Werk
Hans Bach wuchs in Adliswil auf. 1963 besuchte er den Vorkurs, danach bis 1968 die Metallklasse an der Kunstgewerbeschule Zürich. Anschliessend absolvierte er eine Ausbildung zum Goldschmied. Ab den 1970er-Jahren war er als freischaffender Zeichner, Radierer, Illustrator und Druckgrafiker tätig. Ab 1980 beschäftigte er sich mit der Bildhauerei, Kunst am Bau und der Fotografie.
Bach gründete 1991 zusammen mit Werner Ignaz Jans, Victor H. Bächer und Erich Sahli die Gruppe Zürcher Expressive Figuration (ZEF). Seine Werke stellte er in Einzel- und Gruppenausstellungen aus. 1971, 1974 und 1975 erhielt Bach ein eidgenössisches Kunststipendium. 1973, 1974 und 1976 erhielt er Stipendien des Kantons Zürich und 1976 ein Stipendium der Stadt Zürich. Hans Bach war ab 1992 Mitglied der Künstlergruppe Winterthur und gehörte von 1994 bis 2002 deren Vorstand an.